# 1909 год в театре
1909 год в театре

## Знаменательные события
- В Петербурге на месте старинного манежа графа Шереметьева начал работу Литейный театр — сейчас Театр на Литейном

## Персоналии

### Родились
- (31 декабря 1908 (13 января 1909) — Вирсаладзе Симон Багратович, советский театральный художник.
- 27 января — Нина Александровна Анисимова, российская советская артистка балета, балетмейстер, заслуженный деятель искусств (1957).
- 3 февраля — Сергей Николаевич Плотников, советский и российский актёр театра и кино, народный артист СССР.
- 13 февраля — Георгий Иванович Сальников, советский актёр, народный артист РСФСР (1957).
- 1 марта — Аркадий Михайлович Цинман, советский актёр театра и кино, народный артист РСФСР.
- 9 апреля — Борис Владимирович Блинов, советский актёр театра и кино, заслуженный артист РСФСР (1935).
- 2 мая — Иван Александрович Любезнов, советский актёр театра и кино, лауреат Сталинской премии, народный артист СССР.
- 5 июня — Рози Баршони, венгерская актриса театра и кино, примадонна оперетты.
- 7 июня — Иван Кузнецов, актёр театра и кино, заслуженный артист РСФСР (1965).
- 13 июня — Борис Иванович Горшенин, советский театральный актёр, народный артист РСФСР (1961).
- 25 июня — Димитр Димов, болгарский писатель и драматург, автор антифашистских романов.
- 27 июня — Евгения Мельникова, актриса, заслуженная артистка РСФСР.
- 29 июня — Казимира Кимантайте, литовская и советская актриса театра и кино, театральный режиссёр.
- 13 июля — Вернер Хагус — артист балета. Заслуженный артист Эстонской ССР.
- 27 августа — Цезарь Самойлович Солодарь, писатель, драматург, публицист.
- 30 августа — Лидия Сухаревская, советская актриса театра и кино, лауреат Сталинской премии, народная артистка РСФСР.
- 4 сентября — Валентин Плучек, советский и российский режиссёр, народный артист СССР, более 40 лет возглавлявший Театр сатиры.
- 8 октября — Сергей Голованов, советский актёр театра и кино, заслуженный артист РСФСР.
- 10 октября — Бруно Фрейндлих, советский и российский актёр театра и кино, народный артист СССР.
- 19 октября — Валерий Петрович Лекарев, советский актёр театра и кино, народный артист РСФСР.
- 27 октября — Даниил Львович Сагал, советский актёр театра и кино, народный артист РСФСР.
- 13 ноября — Виталий Дмитриевич Доронин, советский актёр театра и кино, заслуженный артист РСФСР (1954), народный артист РСФСР (1964).
- 8 декабря — Нина Сарнацкая, советская театральная актриса. Народная артистка Азербайджанской ССР (1974).
- 13 декабря — Хадича Аминова, узбекская советская актриса театра и кино, народная артистка Узбекской ССР.

### Скончались
- 6 мая в Париже — Фанни (Франческа) Черрито, итальянская балерина.
- Холик Бабаев, актёр таджикского народного театра.